# Département Bas-Rhin
Das Département du Bas-Rhin [bɑʀɛ̃] (deutsch meist Departement Unterelsass, historisch auch Niederrhein oder Unterrhein) ist das französische Département mit der Ordnungsnummer 67. Es liegt im Nordosten des Landes in der Region Grand Est. Gemeinsam mit dem Département du Haut-Rhin bildet es die Europäische Gebietskörperschaft Elsass. Seit deren Gründung Anfang 2021 dient das Département nur noch als Verwaltungsbezirk des französischen Staats, ist aber keine Gebietskörperschaft mit eigenen Rechten und Organen mehr. Die Namen beider elsässischen Départements ergeben sich aus dem Lauf des Rheins in Frankreich, der dessen Staatsgrenze zu Deutschland bildet.
Laut einer Umfrage im Jahr 2013 beherrschten 46 % der Einwohner noch einen alemannischen bzw. fränkischen Dialekt, mehr als in den Nachbardépartements Haut-Rhin und Moselle.

## Geographie
Das Département grenzt im Norden an das Bundesland Rheinland-Pfalz, im Osten an das Bundesland Baden-Württemberg, im Süden an das Département Haut-Rhin, im Südwesten an die Départements Vosges und Meurthe-et-Moselle sowie im Westen an das Département Moselle.
Das Département liegt im Norden des Elsass. Die östliche Grenze des Départements bildet der Rhein, im Westen ziehen sich die nördlichen Ausläufer der Vogesen durch das Departement. Im Norden grenzt es an den Pfälzerwald sowie an die Lauter.

## Geschichte

### Gründung und ältere Geschichte
Das Département wurde während der französischen Revolution am 4. März 1790 aus dem nördlichen Teil der bis dahin bestehenden Provinz Alsace gebildet. Es untergliederte sich in die vier Distrikte (französisch districts) Haguenau, Benfeld, Strasbourg und Wissembourg, den Vorläufern der Arrondissements. Das Département und die Distrikte untergliederten sich in 32 Kantone und hatten etwa 400.000 Einwohner. Hauptstadt war bereits damals Straßburg.
Nach der Annexion der Grafschaft Saarwerden durch Frankreich 1794 (heute Alsace bossue/Krummes Elsass) wurde als fünfter Distrikt Sarre-Union gegründet. Aus dem Distrikt Benfeld wurde der Distrikt Schlettstadt.
Die Arrondissements (dt. Gemeindebezirke) Barr (anstelle von Schlettstadt), Saverne (anstelle von Sarre-Union), Strasbourg und Wissembourg wurden am 17. Februar 1800 eingerichtet. Am 10. Februar 1806 wurde Barr wieder durch Schlettstadt ersetzt.
1809 folgten 63 bzw. 66 Familien, die überwiegend aus der durch die Napoleonischen Kriege verheerten Südpfalz stammten, der Einladung von Zar Alexander I. und wanderten nach Russland aus, wo sie die Mutterkolonie Landau gründeten. Die meisten Familien der Elsässer kamen aus dem Kanton Weißenburg, die Pfälzer aus den Kreisen Germersheim, Bergzabern, Landau und Pirmasens.
1797 wurden linksrheinische Gebiete zu französischen Départements, die Südpfalz bis Landau in der Pfalz wurde dem Bas-Rhin zugeteilt, die anderen Gebiete bildeten neue Départements. Durch den Wiener Kongress 1815 wurden diese Gebiete wieder deutsch, das Département Bas-Rhin verlor seinen nördlichen Teil.

### Bezirk Unterelsaß im Deutschen Kaiserreich

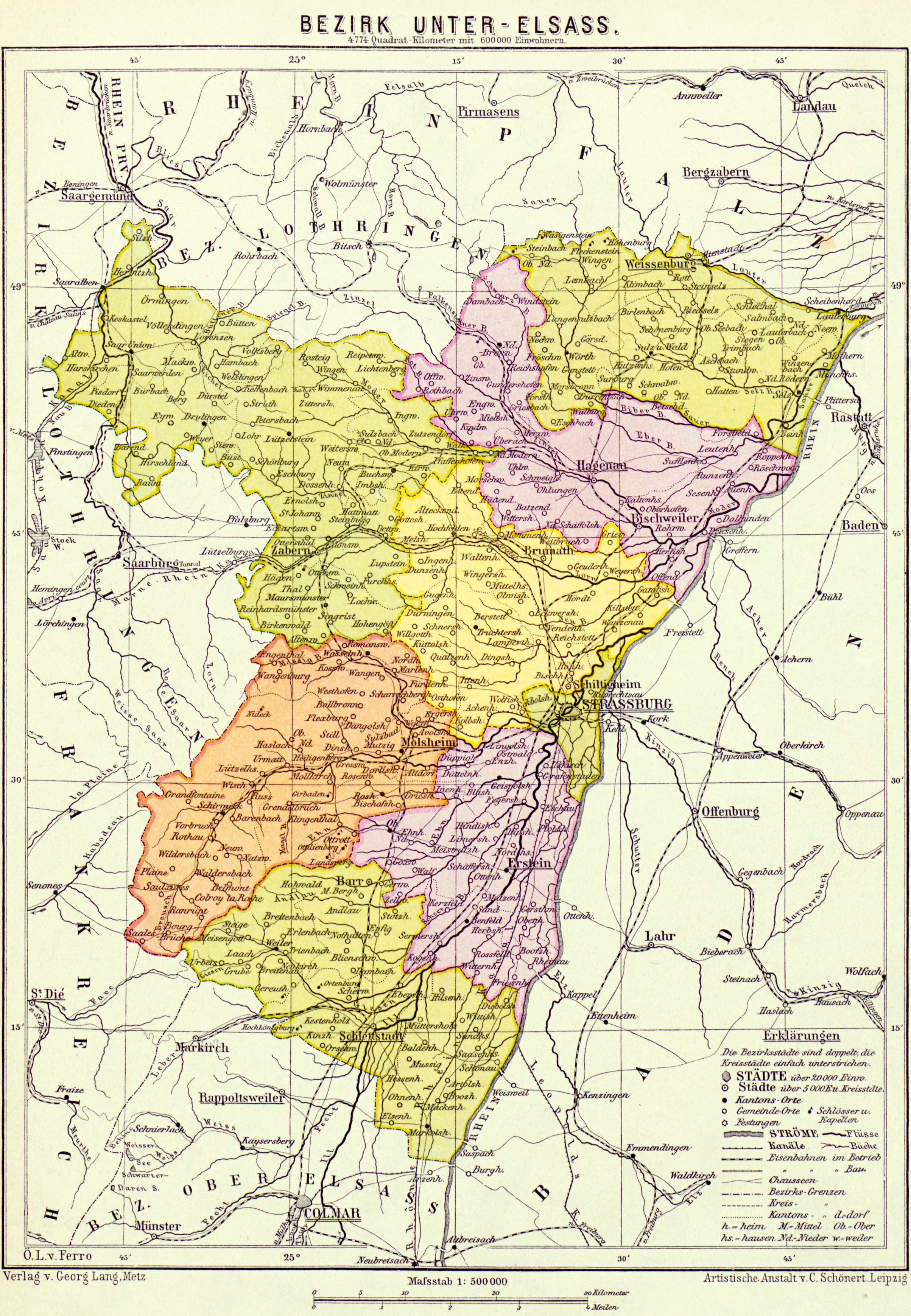
Bezirk Unterelsaß 1890

Vom 10. Mai 1871 (Friede von Frankfurt) bis zum 28. Juni 1919 (Friedensvertrag von Versailles) war das Département Teil des Deutschen Kaiserreiches. Als Bezirk Unterelsaß gehörte es zum Reichsland Elsaß-Lothringen. Der Bezirk untergliederte sich in die acht Kreise Erstein, Hagenau, Molsheim, Schlettstadt, Straßburg (Stadt), Straßburg (Land), Weißenburg (wie gehabt) und Zabern (wie gehabt). Der Bezirk umfasste 4.778 km² und hatte 1885 612.077 Einwohner.
An der Spitze des Bezirks stand ein Bezirkspräsident. Bezirkspräsidenten waren:
| Präsident                     | Amtszeit          |
| ----------------------------- | ----------------- |
| Friedrich von Luxburg         | 1870–1871 (komm.) |
| Adolf Ernst von Ernsthausen   | 1871–1875         |
| Karl Ledderhose               | 1875–1880         |
| Otto Back                     | 1880–1886         |
| Joseph Philipp von Stichaner  | 1886–1889         |
| Julius von Freyberg-Eisenberg | 1889–1898         |
| Alexander Halm                | 1898–1907         |
| Otto Pöhlmann                 | 1907–1918         |

Die Volksvertretung im Bezirk war der Bezirkstag. Dieser wählte 10 Mitglieder (ab 1879: 13) in den Landesausschuss des Reichslandes Elsaß-Lothringen, bis 1911 mit der Verfassung der Landtag des Reichslandes Elsaß-Lothringen eingerichtet wurde.

### Seit Ende des Ersten Weltkriegs

Karte von Bas-Rhin mit Arrondissements (1974–2014)

Nachdem das Deutsche Reich den Ersten Weltkrieg verloren hatte, wurde der Bezirk Unterelsaß wieder französisch. Von der französischen Republik wurde die Untergliederung in Kreise (= Arrondissements) komplett übernommen. Der Kreis Zabern wurde zum Arrondissement Saverne, Straßburg (Stadt) zu Strasbourg-Ville, Straßburg (Land) zu Strasbourg-Campagne und Schlettstadt zu Sélestat.
Die Départements Bas-Rhin und Haut-Rhin waren im Frühjahr 2020 die am stärksten von der COVID-19-Pandemie betroffenen Départements in Frankreich.

#### Gliederung 1974 bis 2014
Am 24. Mai 1974 wurden die Arrondissements Erstein und Sélestat zu Sélestat-Erstein mit dem Verwaltungssitz Sélestat zusammengelegt. Das Département Bas-Rhin gliederte sich seitdem bis zum 31. Dezember 2014 in 7 Arrondissements, 44 Kantone und 527 Gemeinden.
Zum 1. Januar 2015 wurden die Arrondissements Haguenau und Wissembourg zu Haguenau-Wissembourg mit dem Verwaltungssitz Haguenau zusammengelegt. Strasbourg-Ville und Strasbourg-Campagne wurden zum Arrondissement Strasbourg vereinigt. Die Arrondissements wurden neu zugeschnitten, nur Sélestat-Erstein blieb unverändert.
| Arrondissement (1974–2014) | Einwohner (2021) | Fläche (km²) | Bev.-Dichte (Einw./km²) | Kantone | Gemeinden |
| -------------------------- | ---------------- | ------------ | ----------------------- | ------- | --------- |
| Haguenau                   | 244.304          | 666          | 366,8                   | 3       | 56        |
| Molsheim                   | 104.391          | 745          | 140,1                   | 5       | 69        |
| Saverne                    | 129.666          | 1.003        | 129,3                   | 6       | 128       |
| Sélestat-Erstein           | 159.650          | 981          | 162,7                   | 7       | 101       |
| Strasbourg-Campagne        |                  | 684          |                         | 8       | 104       |
| Strasbourg-Ville           | 514.651          | 78           | 6.598,1                 | 10      | 1         |
| Wissembourg                |                  | 598          |                         | 5       | 68        |

Von 1960 bis 2015 bildete das Elsass eine eigene Region, seither gehört das Département zur Region Grand Est.

## Städte
Die bevölkerungsreichsten Gemeinden des Départements sind:
| Stadt                                          | Einwohner (2021) | Arrondissement       |
| ---------------------------------------------- | ---------------- | -------------------- |
| Strasbourg (Straßburg)                         | 291.313          | Strasbourg           |
| Haguenau (Hagenau)                             | 35.715           | Haguenau-Wissembourg |
| Schiltigheim                                   | 34.129           | Strasbourg           |
| Illkirch-Graffenstaden (Illkirch-Grafenstaden) | 27.118           | Strasbourg           |
| Sélestat (Schlettstadt)                        | 19.300           | Sélestat-Erstein     |
| Lingolsheim                                    | 20.266           | Strasbourg           |
| Bischheim                                      | 17.939           | Strasbourg           |
| Ostwald                                        | 13.310           | Strasbourg           |
| Bischwiller (Bischweiler)                      | 12.435           | Haguenau-Wissembourg |
| Hœnheim (Hönheim)                              | 11.469           | Strasbourg           |

## Verwaltungsgliederung

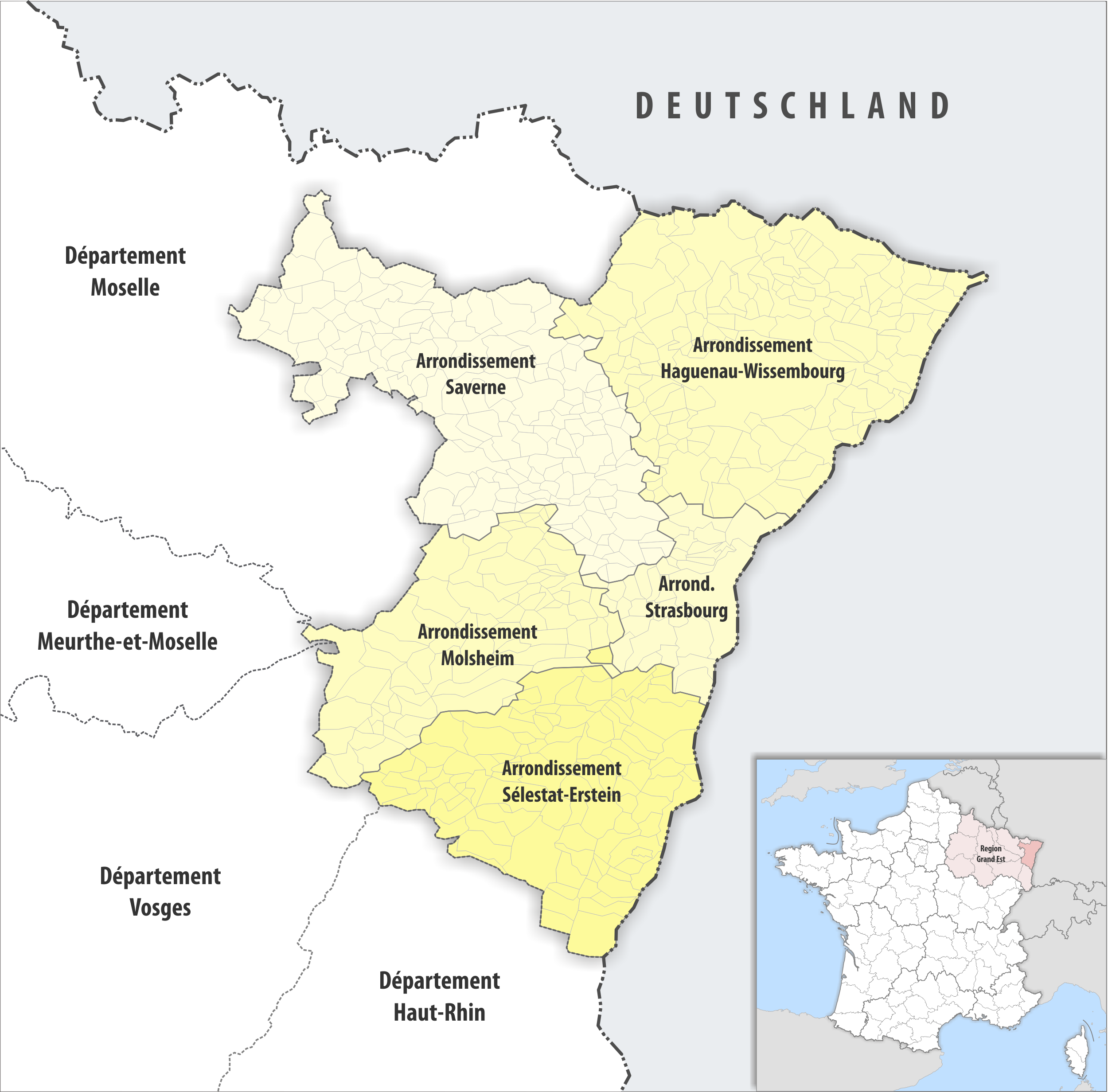
Gemeinden und Arrondissemente im Département Bas-Rhin

Das Département Bas-Rhin gliedert sich in 5 Arrondissements, 23 Kantone und 514 Gemeinden:
| Arrondissement       | Kantone | Gemeinden | Einwohner 1. Januar 2022 | Fläche km² | Dichte Einw./km² | Code INSEE |
| -------------------- | ------- | --------- | ------------------------ | ---------- | ---------------- | ---------- |
| Haguenau-Wissembourg | 5       | 141       | 244.304                  | 1.424,63   | 171              | 672        |
| Molsheim             | 3       | 77        | 104.391                  | 771,24     | 135              | 673        |
| Saverne              | 3       | 162       | 129.666                  | 1.241,02   | 104              | 674        |
| Sélestat-Erstein     | 5       | 101       | 159.650                  | 980,53     | 163              | 675        |
| Strasbourg           | 11      | 33        | 514.651                  | 337,61     | 1.524            | 678        |
| Département Bas-Rhin | 23      | 514       | 1.152.662                | 4.755,03   | 242              | 67         |

Siehe auch:
- Liste der Gemeinden im Département Bas-Rhin
- Liste der Kantone im Département Bas-Rhin
- Liste der Gemeindeverbände im Département Bas-Rhin

## Persönlichkeiten

### Senatoren des Départementes Bas-Rhin
Senatoren des Départementes Bas-Rhin waren bzw. sind:
| Wahldauer  | Name                                              | Partei                                     |
| ---------- | ------------------------------------------------- | ------------------------------------------ |
| 1920–1928  | Lazare Weiller                                    |                                            |
| 1920–1936  | Michel Diebolt-Weber                              |                                            |
| 1920–1936  | Frédéric Eccard                                   | Parti démocratique républicain du Bas-Rhin |
| 1920–1927  | Nicolas Delsor                                    |                                            |
| 1920–1927  | Émile Taufflieb                                   |                                            |
| 1927–1940  | Jean de Leusse                                    |                                            |
| 1927–1940  | Eugène Müller                                     |                                            |
| 1928–1940  | Hubert Franz Maria von Andlau-Homburg             | Union républicaine                         |
| 1935–1940  | Jean-Jacques Urban                                | Union républicaine                         |
| 1936–1940  | Joseph Sigrist                                    |                                            |
| 1940–1945  | Während der Besatzungszeit gab es keine Senatoren |                                            |
| 1946–1947  | Alfred Oberkirch                                  |                                            |
| 1946–1952  | Alfred Westphal                                   |                                            |
| 1947–1950  | Albert Ehm                                        | MRP                                        |
| 1948–1958  | René Radius                                       |                                            |
| 1948–1959  | Robert Hoeffel                                    |                                            |
| 1950–1952  | Alfred Wehrung                                    |                                            |
| 1952–1958  | Ernest Koessler                                   |                                            |
| 1958       | Jean-Philippe Bapst                               |                                            |
| 1959–1995  | Louis Jung                                        |                                            |
| 1959–1977  | Michel Kauffmann                                  |                                            |
| 1959–1976  | Michel Kistler                                    |                                            |
| 1959–1968  | Paul Wach                                         |                                            |
| 1968–1977  | Alfred Kieffer                                    |                                            |
| 1976–1977  | Armand Kientzi                                    |                                            |
| 1977–1991  | Paul Kauss                                        |                                            |
| 1977–1992  | Marcel Rudloff                                    |                                            |
| 1978–1981  | Jean-Paul Hammann                                 |                                            |
| 1992       | André Traband                                     |                                            |
| 1992–2004  | Philippe Richert                                  |                                            |
| 1993–1995  | Jean-Paul Hammann                                 |                                            |
| 1995–2004  | Daniel Hoeffel                                    |                                            |
| 1996–2004  | Joseph Ostermann                                  |                                            |
| 2004–2014  | Roland Ries                                       | PS                                         |
| 2004–2014  | Esther Sittler                                    | UMP                                        |
| 2005–2010  | Philippe Richert                                  |                                            |
| 2005–2014  | Francis Grignon                                   | UMP                                        |
| 2005–2019  | Fabienne Keller                                   | UMP                                        |
| 2014–2020  | Jacques Bigot                                     | PS                                         |
| 2014–2020  | Guy-Dominique Kennel                              | UMP                                        |
| 2019–2020  | Esther Sittler                                    | LR                                         |
| 2010–heute | André Reichardt                                   | LR                                         |
| 2014–heute | Claude Kern                                       | UDI                                        |
| 2020–heute | Jacques Fernique                                  | EELV                                       |
| 2020-heute | Elsa Schalck                                      | LR                                         |
| 2020-heute | Laurence Muller-Bronn                             | LR                                         |

## Wappen
Blasonierung: In Rot ein weißer Schrägrechtsbalken mit einem Lilienmäander beidseitig.